# Usine Stellantis de Kénitra
 (juin 2023).
L'usine Stellantis de Kénitra est un site de production de véhicules du groupe Stellantis (anciennement Groupe PSA) situé à proximité de la ville de Kénitra au Maroc, dans la zone franche nommée Atlantic Free Zone.

## Histoire
Pour sa première implantation d'ampleur sur le continent africain avec un investissement total de 557 millions d’euros pour une capacité initiale de 90 000 véhicules par an sur la zone franche de Kénitra à proximité de l'usine Renault, PSA doit lancer les premiers essais de production du site durant l'été 2018 avant le lancement commercial d'un véhicule sur la nouvelle plate-forme PSA CMP début 2019. Avec l'usine de moteurs voisine, le taux d'intégration locale est de 60 % au démarrage de la production avant de passer à 80 %.
| Peugeot 208 II (uniquement en version thermique), |

La Citroën Ami (2020) est produite à Kénitra tout comme ses cousines Opel Rocks et FIAT Topolino.

## Automobiles produites

### Voitures en production
| Photo | Marque  | Modèle         | Début de la production |
| ----- | ------- | -------------- | ---------------------- |
|       | Peugeot | 208            | 2019                   |
|       | Citroën | Ami            | 2020                   |
|       | Opel    | Rocks Electric | 2021                   |
|       | FIAT    | Topolino       | 2023                   |
|       | FIAT    | 500            | 2024                   |